# Keisuke Kurihara
Keisuke Kurihara (født 20. maj 1973) er en tidligere japansk fodboldspiller og træner.
Han har spillet for flere forskellige klubber i sin karriere, herunder Shonan Bellmare og Vissel Kobe.
Han har tidligere trænet Fukushima United FC.